# Шервуд, Грейс
Грейс Ше́рвуд (англ. Grace Sherwood), также известна как Ведьма из Пунго (англ. Witch of Pungo; ок. 1660—1740) — американская фермер, целительница и повитуха, обвинённая в колдовстве; последняя жительница колонии Виргиния, обвинённая в этом преступлении.
Грейс проживала в Пунго, колония Виргиния и с 1680 года была замужем за плантатором Джеймсом Шервудом, от которого она родила троих сыновей. Первые обвинения против Шервуд были выдвинуты в 1697 году: сосед обвинил женщину в том, что она заклинаниями привела к смерти быка, однако дело было прекращено по соглашению сторон.
В следующем году Шервуд обвинили в колдовстве два соседа: якобы она околдовала свиней и хлопчатник одного из них, что привело к падежу первых и неурожаю во втором. Шервуд подавала в суд за клевету после каждого из этих обвинений, но её иски были безуспешными, а её супруг вынужден был оплатить судебные издержки.
В 1706 году уже овдовевшая Грейс была арестована и предстала перед судом: она была обвинена в том, что околдовала свою соседку Элизабет Хилл, в результате чего у той случился выкидыш. Суд постановил, что вина или невиновность Шервуд должны быть определены путём погружения её в воду: если обвиняемая утонет, она невиновна, если нет — она ведьма. Грейс не утонула и, перед тем, как вынести ей окончательный приговор, суд отправил обвиняемую в тюрьму, где она провела почти восемь лет. Освободившись из тюрьмы в 1714 году, она восстановила своё имущество в Пунго. Она не вступала в повторный брак и жила на своей ферме до самой смерти в 1740 году в возрасте около 80 лет.
10 июля 2006 года, к 300-летию обвинений против Шервуд, губернатор Виргинии Тим Кейн принёс неофициальные извинения, чтобы «восстановить её доброе имя», и признав, что она была осуждена ошибочно. Статуя, изображающая Грейс, была воздвигнута рядом с госпиталем Сентара Бейсайд на бульваре Независимости в Вирджиния-Бич, недалеко от места проведения колониального суда над ней. Грейс изображена с енотом, что отображает её любовь к животным, и несущей корзину с чесноком и розмарином в знак признания её знаний в фитологии.

## Происхождение Шервуд
Точная дата рождения Грейс неизвестна, однако скорее всего она появилась на свет в середине 1600-х годов — примерно в 1660 году. Грейс была единственным ребёнком Джона и Сьюзан Уайт; отец девочки был плотником и фермером шотландского происхождения, мать — англичанкой. Сама Грейс родилась на территории колонии Виргиния.
Примерно в 1680 году Грейс вышла замуж за мелкого землевладельца-фермера Джеймса Шервуда в приходской церкви Линнхейвена; в качестве приданого дочери Джон Уайт выделил 50 акров своих земель. Со смертью отца Грейс, произошедшей в 1681 году, она и её супруг стали владельцами всех земель Уайта, площадь которых составляла 195 акров.